# 은평구의 행정 구역

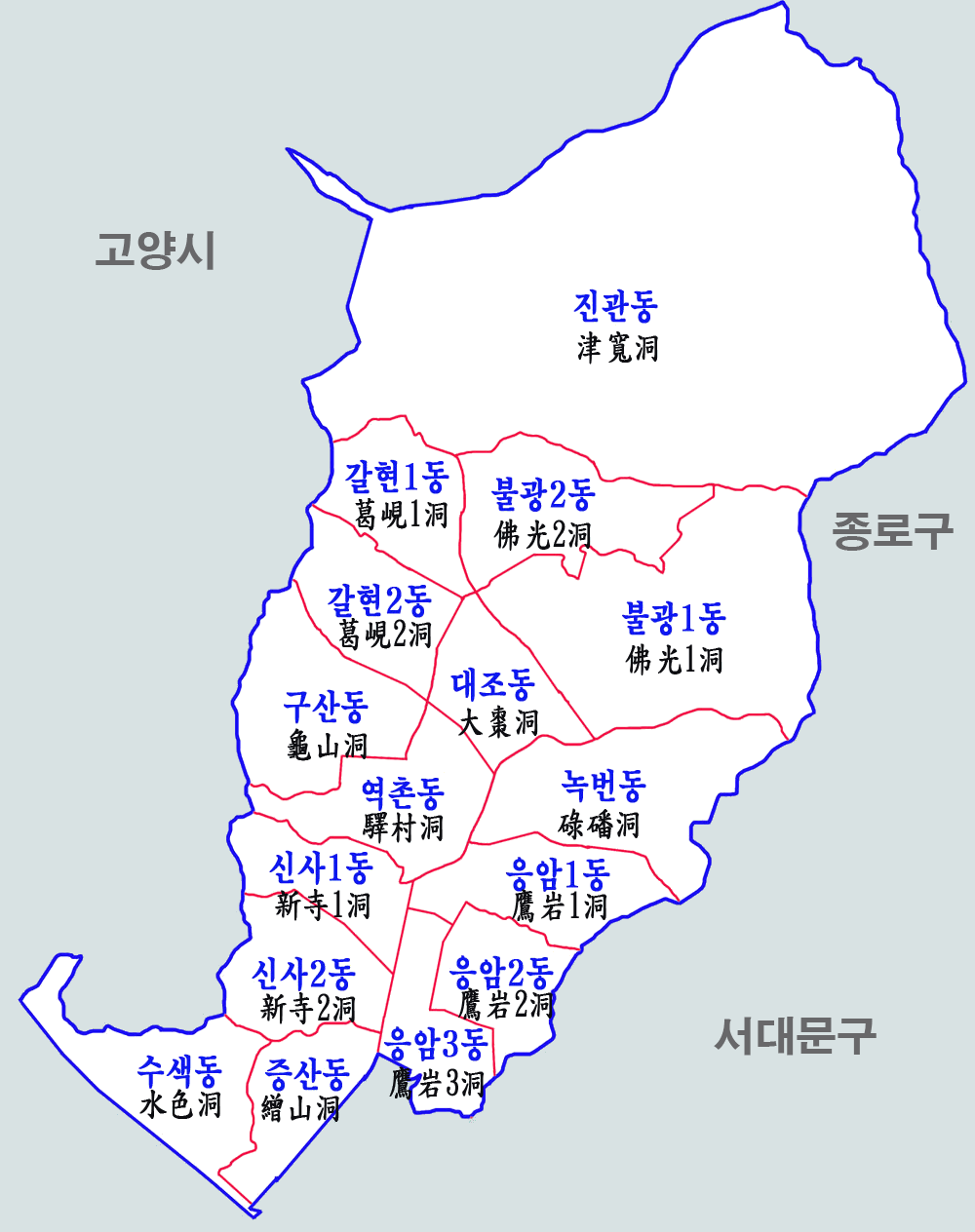
은평구의 행정동

은평구의 법정동

은평구의 행정 구역은 11개 법정동과 16개 행정동, 551통, 4,111반으로 분류되어 있으며, 은평구의 인구는 2013년 5월 31일을 기준으로 201,828세대, 504,382명이다. 면적은 2012년말을 기준으로 서울 전체 면적은 4.91%이며, 29.69km2에 달한다. 동별 면적은 진관동이 전체의 38.79%를 차지하며, 불광1동이 그 뒤를 이어 10.54%를 차지한다.

## 행정 구역
| 행정동    | 법정동 | 한자   | 면적  | 인구    | 세대    |
| --------- | ------ | ------ | ----- | ------- | ------- |
| 녹번동    | 녹번동 | 碌磻洞 | 1.79  | 32,935  | 14,605  |
| 불광제1동 | 불광동 | 佛光洞 | 3.13  | 41,932  | 16,792  |
| 불광제2동 | 불광동 | 佛光洞 | 1.38  | 30,213  | 13,174  |
| 갈현제1동 | 갈현동 | 葛峴洞 | 0.97  | 26,264  | 10,953  |
| 갈현제2동 | 갈현동 | 葛峴洞 | 0.96  | 28,901  | 11,332  |
| 구산동    | 구산동 | 龜山洞 | 1.38  | 33,966  | 12,280  |
| 대조동    | 대조동 | 大棗洞 | 0.85  | 32,100  | 14,358  |
| 응암제1동 | 응암동 | 鷹岩洞 | 1.20  | 31,818  | 13,318  |
| 응암제2동 | 응암동 | 鷹岩洞 | 0.78  | 26,754  | 10,910  |
| 응암제3동 | 응암동 | 鷹岩洞 | 0.63  | 27,633  | 12,198  |
| 역촌동    | 역촌동 | 驛村洞 | 1.16  | 49,158  | 19,282  |
| 신사제1동 | 신사동 | 新寺洞 | 0.84  | 28,154  | 10,970  |
| 신사제2동 | 신사동 | 新寺洞 | 1.00  | 22,906  | 8,963   |
| 증산동    | 증산동 | 繒山洞 | 0.81  | 20,904  | 8,322   |
| 수색동    | 수색동 | 水色洞 | 1.29  | 19,459  | 7,952   |
| 진관동    | 진관동 | 津寬洞 | 11.52 | 51,285  | 16,419  |
| 은평구    | 은평구 | 恩平區 | 29.69 | 504,382 | 201,828 |